# Irene Montero Gil
Irene María Montero Gil, coneguda simplement com a Irene Montero Gil   (Madrid, 13 de febrer de 1988), és una política i psicòloga espanyola, membre de la direcció de Podem, diputada per Madrid de la dotzena i tretzena legislatura de les Corts Generals i Ministra d'Igualtat del Govern espanyol (2020-2023).

## Biografia
Des dels setze anys és activista social i el seu primer contacte formal amb la política va ser en la Joventut Comunista. És llicenciada en psicologia, màster en psicologia de l'educació (2013) i investigadora a la Universitat Autònoma de Madrid.
El 2011 va impulsar la Plataforma d'Afectats per la Hipoteca a Madrid i va prendre part en l'activisme contra els desnonaments. Es va unir a Podem de la mà de Rafael Mayoral després de les eleccions europees. El novembre de 2014, després de ser candidata al Consell Ciutadà de Podem, va ser nomenada responsable de Moviments Socials. A més, va començar a dirigir el gabinet del líder de Podem, Pablo Iglesias.

### Diputada al Congrés dels Diputats
Durant la campanya electoral prèvia a les eleccions del 20 de desembre de 2015, Pablo Iglesias va afirmar que seria la seva futura vicepresidenta i ministra de la Presidència. És membre de la Taula de Coordinació de Podem (òrgan executiu), Secretària de Coordinació d'Àrees i cap del gabinet del líder de Podem, Pablo Iglesias. Va ocupar el lloc número 4 en la llista per la circumscripció electoral de Madrid de Podem per a les eleccions legislatives del 20 de desembre de 2015, i va aconseguir escó al Congrés de Diputats, revalidant-lo fins les eleccions generals espanyoles de novembre de 2019.

### Ministra d'Igualtat
El 13 de gener del 2020 fou nomenada de Ministra d'Igualtat, ministeri de nova creació, anteriorment formava part del ministeri de Vicepresidència i Relacions amb les Corts. Va escollir com a cap del seu gabinet a Amanda Meyer. Després de ser vetada en les llistes de la coalició Sumar a les eleccions de juliol de 2023, fou cessada del càrrec el 20 de novembre de 2023 i substituïda per la socialista Ana Redondo,

### Diputada al Parlament Europeu
Després de les eleccions al Parlament Europeu de 2024, en les que va ser escollida diputada per Podem, es va postular al càrrec de presidenta del Parlament Europeu, sent derrotada amb comoditat en primera volta per la conservadora maltesa Roberta Metsola.
El 12 d'abril de 2025 la cinquena assemblea del partit va marcar-se l'objectiu de tornar a ser el referent a l'esquerra del PSOE i rebutjà la proposta d'acostament que Yolanda Díaz ha adreçat diverses vegades des de Sumar, i va reelegir Ione Belarra com a líder amb un 90% de suports i Irene Montero de número dos.

## Premis
El 2023, l'organització One Young World va nominar-la al Premi al Polític de l'Any.